# Pieter Wispelwey

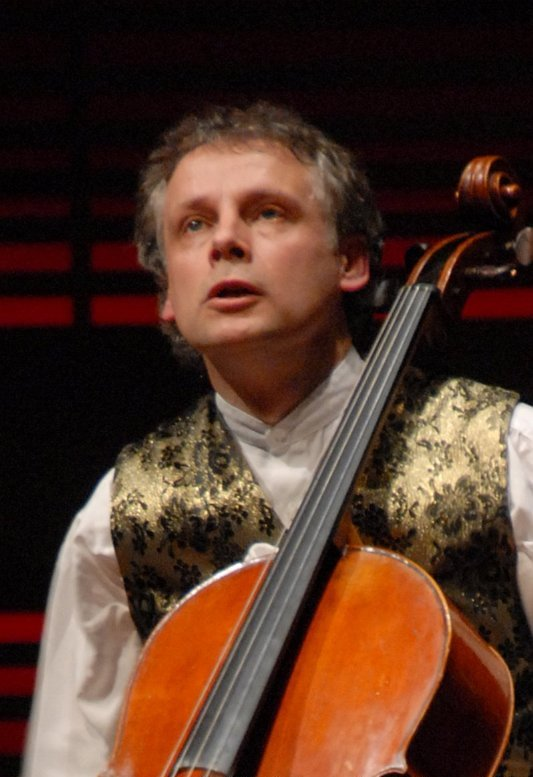
Foto: Fai Ho

Pieter Wispelwey (* 25. September 1962 in Haarlem) ist ein niederländischer Cellist. Er wuchs in Santpoort auf und zog mit 19 Jahren nach Amsterdam. Er studierte dort bei Dicky Boeke und Anner Bylsma sowie später bei Paul Katz in den USA und William Pleeth in Großbritannien.
Seine erste Platteneinspielung waren 1990 die sechs Cello-Suiten von Johann Sebastian Bach, für die er als erster Cellist überhaupt mit dem Niederländischen Musikpreis ausgezeichnet wurde. Seitdem hat er 20 weitere CDs aufgenommen, das Repertoire umfasst die Celloliteratur von Johann Sebastian Bach bis Benjamin Britten.